# Долблёные деревянные изделия
Долблёные деревянные изделия — предметы, сделанных преимущественно из цельных кусков дерева, которым придана соответствующая форма посредством обтески или оскабливания снаружи и удаления внутренних частей выдалбливанием.

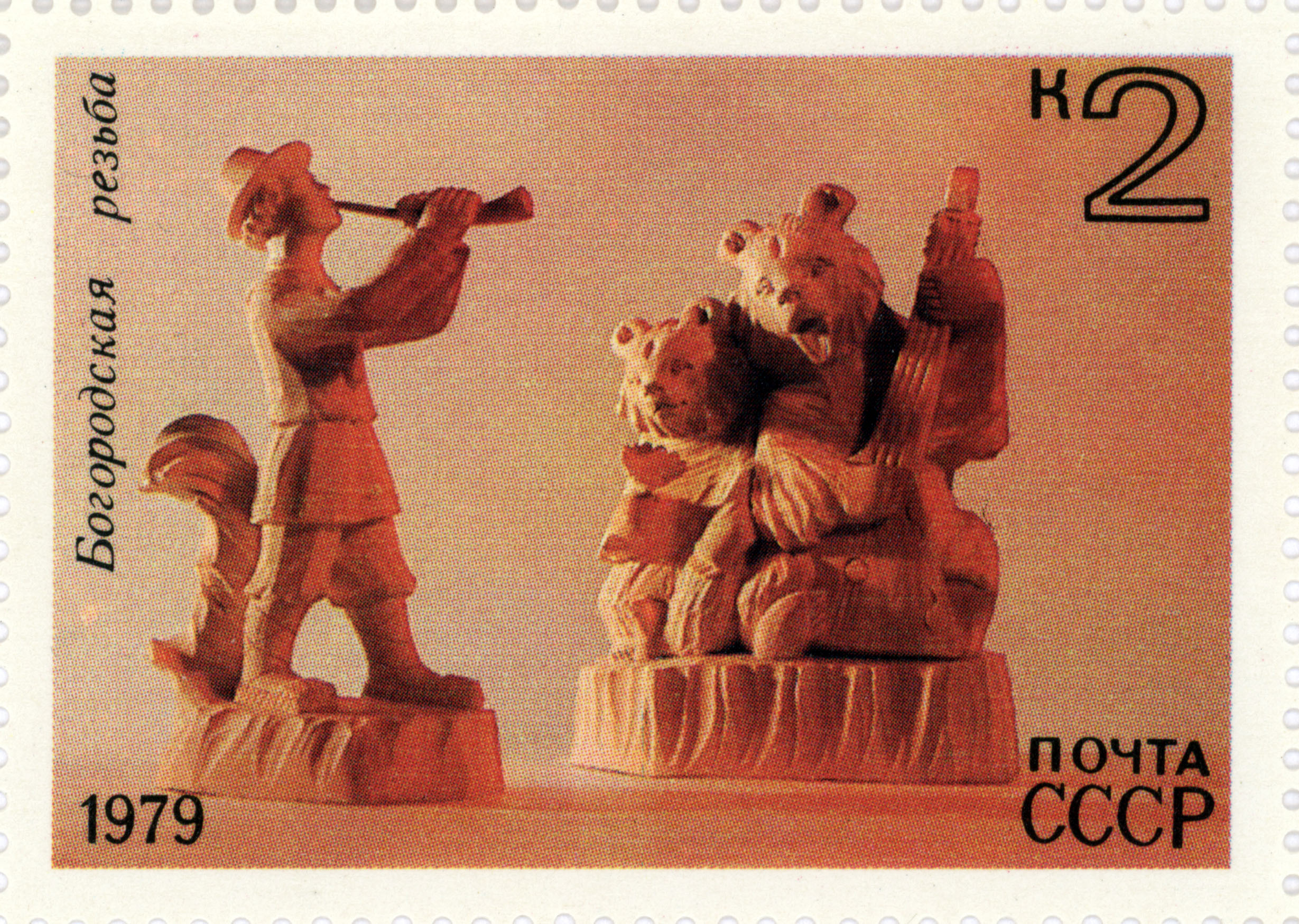
Богородская резьба, богородская игрушка — русский народный промысел резных игрушек и скульптуры из мягких пород дерева (липы, ольхи, осины)

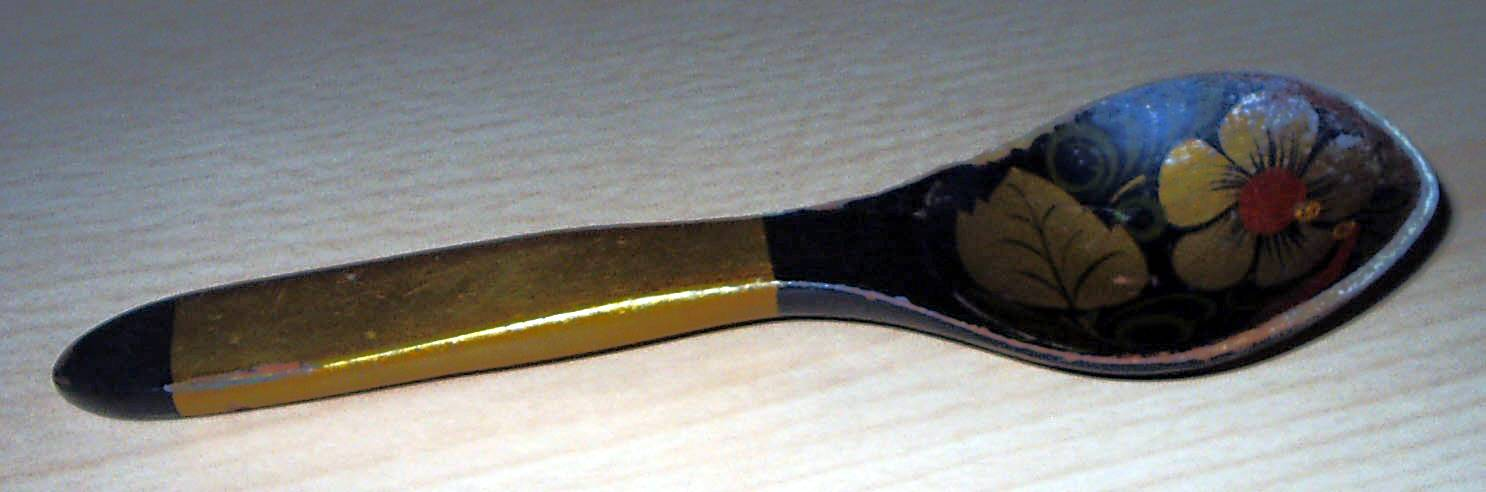
Деревянная ложка

Сюда относятся:

## Лодки

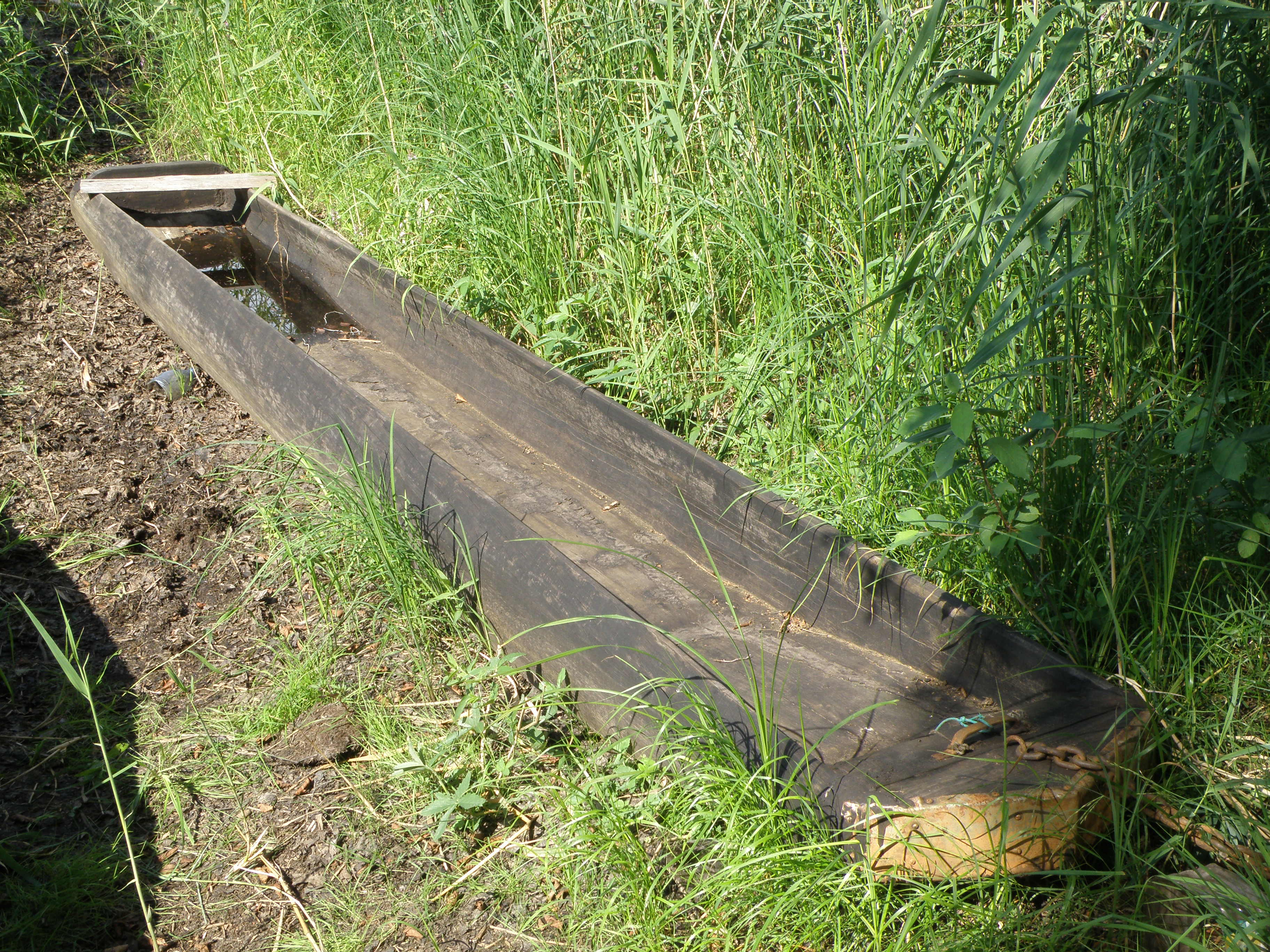
Мещёрская долблёнка, 2012 г.

Различного рода лодки, выделанные из толстых стволов деревьев, распиленных пополам и выдолбленных внутри по оси, причём бокам придаётся желаемая форма посредством распахивания древесины над разложенным огнём или парами кипящей воды и медленного сгибания её, вытягивания или распирания в стороны деревянными же (сосновыми) дугами. Они известны под общим названием долблёнок, долбушек, однодерёвок, душегубок или деревянных лодок и челноков; в частности же, различаясь между собой материалом, из которого сделаны, наружной формой и размерами, называются различно, смотря по местности; так, например, бот, батник или ботник; будара, бударка (Казанская губерния, Урал), буса (на Днепре); ветка (Сибирь); долбанец (Псковская губерния); древо; дубас; дубица — 1-2 сажени длиной и 8-12 вершков шириной; дубок, дуб (южные губернии); камья, комей (Псковская); карбас (на небольших озёрах Лодейнопольского уезда Олонецкой губернии) — осиновая, 2½-3 сажени длины, 1½-2 аршина ширины и 6-8 верш. глубины, поднимающая 3-8 человек; ковяга (Витебская); комяга \; облас — осиновая, поднимающая 1-2-х человек; осинка (Зимний и Мезенский берега Архангельской губернии) — осиновая, обшитая снаружи еловыми досками, а внутри скреплённая опругами — остроганными палками толщиной в вершок, прошитыми стяжками; стружка (Архангельская губерния) — осиновая плоскодонная без нашвов (фальшбортов); челнок (Псковская) — осиновая до 2½ сажени длины и ¾-2 аршина ширины, и др. Кроме этих лодок-одиночек, встречаются ещё двойные, или близнецы, когда две долбушки сплачиваются вместе (рядом) и заменяют паром при переправе; местные названия таких однодерёвок: камьи, камейки (Псков.), комяги (вост. губ.), корытки (на Волге), рейки (Новгород. губ.) и др. Обиянка-дуб (в Полесье) имеет только одно плоское дно, состоящее из дубовой долблёнки, борта же надставные. Однодерёвки выдалбливаются теслом — изогнутым топором, остриё которого 1¼-3½ д., тоже дугообразно изогнутое, помещено поперёк ручки-топорища.

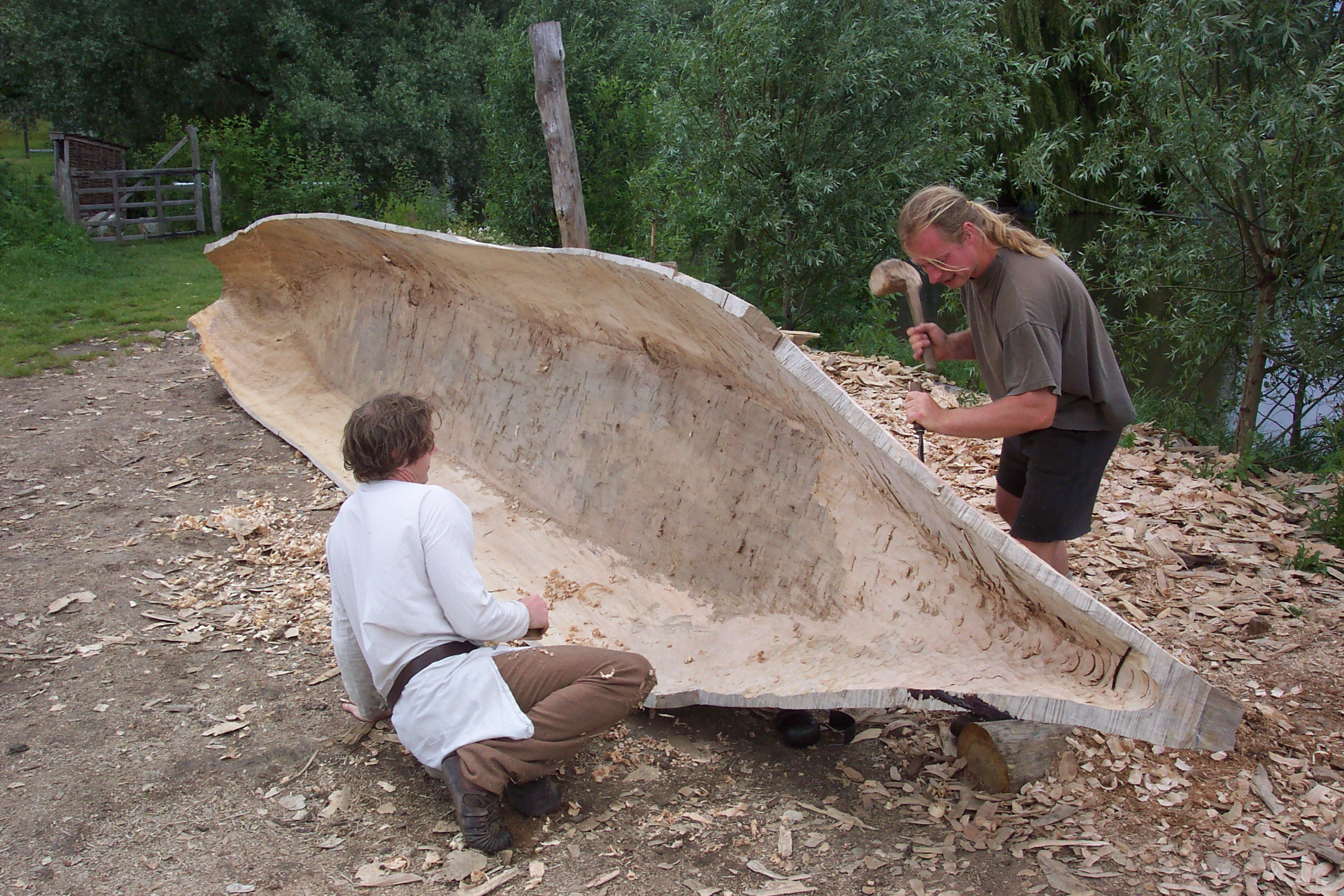
Схожая по конструкции долблёная лодка американских индейцев

## Посуда
Посуда и разные изделия, изготовляемые: I) из целых частей стволов деревьев, выдолбленных внутри по направлению оси; а) ступы и толчеи (мельничные ступы) из сосновых и дубовых колод от 16 верш. толщины; в северных губерниях и в Сибири выдалбливание облегчается предварительным выжиганием; б) ульи дупляные, дупляки, ульи-колоды — лежики и стояки — делаются из липы, ольхи (лучшие), осины и сосны (см. Улей); в некоторых местностях ульи заготовляются в значительном количестве как, например, в Александрийском уезде Херсонской губернии, ежегодно более 1000 штук; в) кадки со врезанным дном, в основном осиновые или липовые — дуплянка, дупе́ лька (Новгородская); дупелька (Ярославская); дупл é нка (Костр.); жлукто (Малоросс.), часто из вербы — для бучения белья и холста; кодлубка (Гродн.); лаговка (Казан.); лагун, лагунка, лагунец, лагунчик, лагушка — с двойным дном и втулкой в верхнем дне (в нём держат воду летом в поле и иногда употребляют, как мазницу или дегтярницу, для дегтя); липовка (Воронежская); мирка (Украина) с рукояткой верху, ёмкостью 4-8 гарнцев; ставница (Гродн.) и сыпанка (Киев.) — для ссыпки зернового хлеба; чиляк (Уфимская, Пермская) и др. — II) Из частей ствола целых и расколотых: а) грубые, самодельные (не точёные) чашки и блюда — калга (Тверская, Рязанская, Тамбовская); калган, калабашка (Вологодская), каляушка (Воронежская); б)  ковши, коновки (Гродненская) — с ручкой в виде короткой палки; уполовники (СПб. губерния) и др.; уполовники и ковши выделываются из осины и отчасти из осины и берёзы; на первые идут стволы 3-4 врш. толщины, а на вторые — 2-3 врш., которые разрубаются в лесу на саженные отрубки — «отметки» (Карачевского уезда Орловской губернии), а последние распиливаются потом на части — «валы» (Костромская губерния) 4-8 врш. длиной; затем валы раскалываются пополам на плахи, вывозятся из леса и в сыром виде поступают в выделку: они сначала обтесываются топором — «оболваниваются», затем «теслятся», то есть в них выдалбливается теслом (закруглённым железным долотом) ненужная древесина, и болванка получает форму ковша, поверхность которого сглаживается резцом; после просушки ковши красятся и обвариваются в масле. Из бревна 3 саж. длины и 4 врш. толщины получается 48 плах, заготовка которых и перевозка к месту обработки могут быть сделаны одним рабочим в день, на всю же дальнейшую переделку плах в ковши требуется 4 дня. Особенно был развит ковшевой промысел в юго-западной части Костромского уезда, где в селе Мисково ежегодно изготовлялось из осины до 500 000 ковшей.

## Обувь
Обувь — деревянные башмаки (фр. sabots), изготовлением которой уже в XVI в. занимались во Франции (выделывалась там в начале XX века). Высшие сорта из ореха и бука, древесина которых очень медленно и трудно всасывает воду, но тяжела, а у бука сверх того хрупка, низшие — из ольхи, берёзы и тополей, отличаются лёгкостью, но, сравнительно, меньшей прочностью. Двое рабочих заготовляют в день 2 дюжины пар. В восьмидесятых г. XIX в. Арбей (Arbey) изобрёл машину для приготовления деревянных башмаков, состоящую из двух приспособлений для выдалбливания башмачных болванок и особого механизма для наружной их отделки. Заготовленные обычные башмаки несколько раз коптятся над дымом сырых стружек; но высшие, более щегольские сорта окрашиваются снаружи краской и покрываются лаком, а внутри оклеиваются полотном или сукном. Оптовая продажа производится гроссами, по одинаковой цене, но в гроссе считается 8 дюжин мужских башмаков, 12 женских, 18 — для подростков 12-14 лет (sabots de pâtres, d’ecoliers ou d’enfants) и 24 детских (cotillons ou cemions), но в некоторых департаментах составной гросс, составленный из башмаков различных величин, принимают в 13 дюжин. Употребление деревянных башмаков начало в последнее время сильно распространяться в Германии (особенно в Саксонии), Австрии, Швейцарии и Дании, а также у нас в Ковенской, Гродненской и Сувалкской губ. [В последней они изготовляются в дачах Августовского, Балинского и Гришкабудского казённых лесничеств.], где их приготавливают из осины и берёзы и называют клюмпи (литовское klumpie, klumpias) или курпи [Часто деревянной обувью называют также туфли или бахилы с кожаными передками и деревянными подошвами (из ясеня, ольхи и даже осины), называемые жмудами и литовцами «штумпи» или «шклюры», изготовлением их особенно занимаются в Померании, где из кубического метра древесины вырабатывают 160—180 деревянных подошв с каблуками.

## Из частей ствола, расколотых по оси

### Корыта

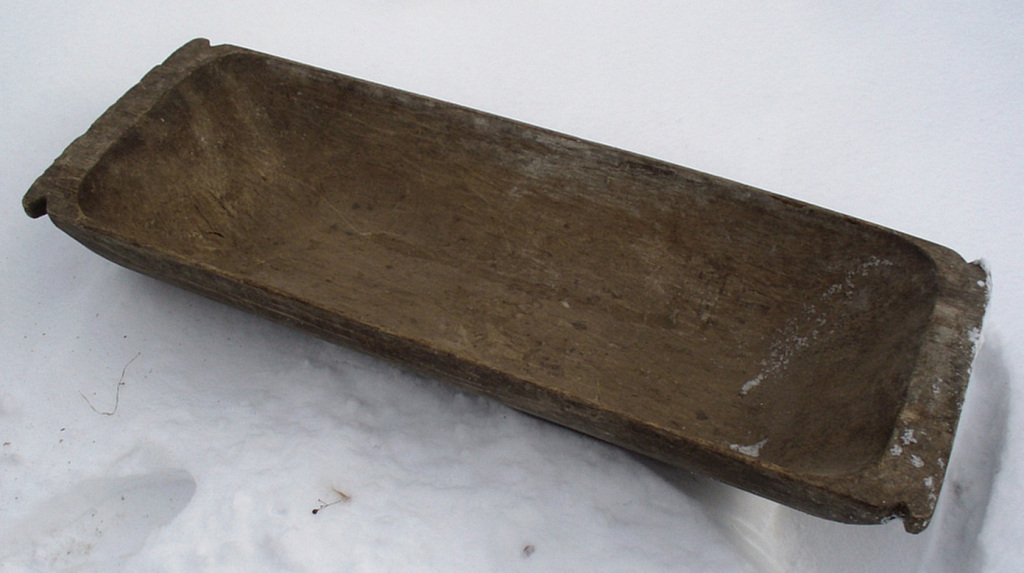
Деревянное корыто

Корыта для мытья белья и других домашних надобностей; они выдалбливаются теслом из ольхи (Московская губерния), осины и липы (Пензенская), реже из ели (в Пошехонском уезде Ярославской губернии) и дуба (дубас — в кожевенном производстве) и бывают 1¼-2⅞ арш. длиной и 9-20 верш. шириной; частные названия: комяга — заменяющее ясли при корме скота; крыпа (западные губернии) — вместо водопойного жёлоба; ночвы, ночёвка, лоток — небольшое, в основном осиновое корытце, употребляемое при приготовлении крупы, для очищения последней провеянием от шелухи, и друг.

### Колоды-гробы
Гробы делались дубовые и сосновые, выдолбленные из колод в сажень длиной и от 16-18 верш. толщиной и выше. Заготавливались преимущественно из дорогих деревьев вблизи местностей, населённых староверами, и продавались по высоким ценам.

### Лопаты, лопасть
Стандартная деревянная лопата была шириной 6-14 вершков и длиной 8-16 вершков при общей длине с ручкой 1½-1¾ аршин. Лопаты и лопасти выделывались преимущественно из осины, реже липы и берёзы и ещё реже дуба и клёна.

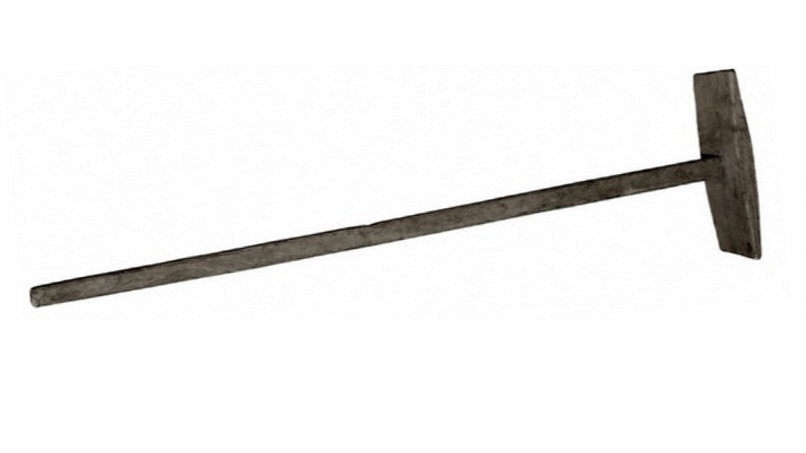
Пихало или пехло

Виды лопат: дворовые, или грязные, чёрные — для сгребания навоза, снега и т. п.; печные, или хлебопекарные, — пехло (Вологодская губерния) и зерновые — шуфля, с лопастью, выдолбленной жёлобом, для сгребания хлеба в ригах и амбарах, а также для выливания («вышуфлёвац») воды и т. п.; веялка (Гродненская) — шуфля малых размеров и более чистой отделки для отвеивания зерна, и друг.
Выделка лопат (лёгким топориком, косарём, и отчасти большим ножом) особенно была развита в губерниях: Тверской (Вышневолоцкий уезд ежегодно доставляла для одной потребности Николаевской и Рыбинско-Бологовской железных дорог 100.000 штук), Рязанской (Рязанский, Касимовский и Егорьевский уезды), Калужской (Жиздринский, Козельский, Лихвинский и Мещовский уезды), Тамбовской, Воронежской и Саратовской (северные уезды).

### Ложки

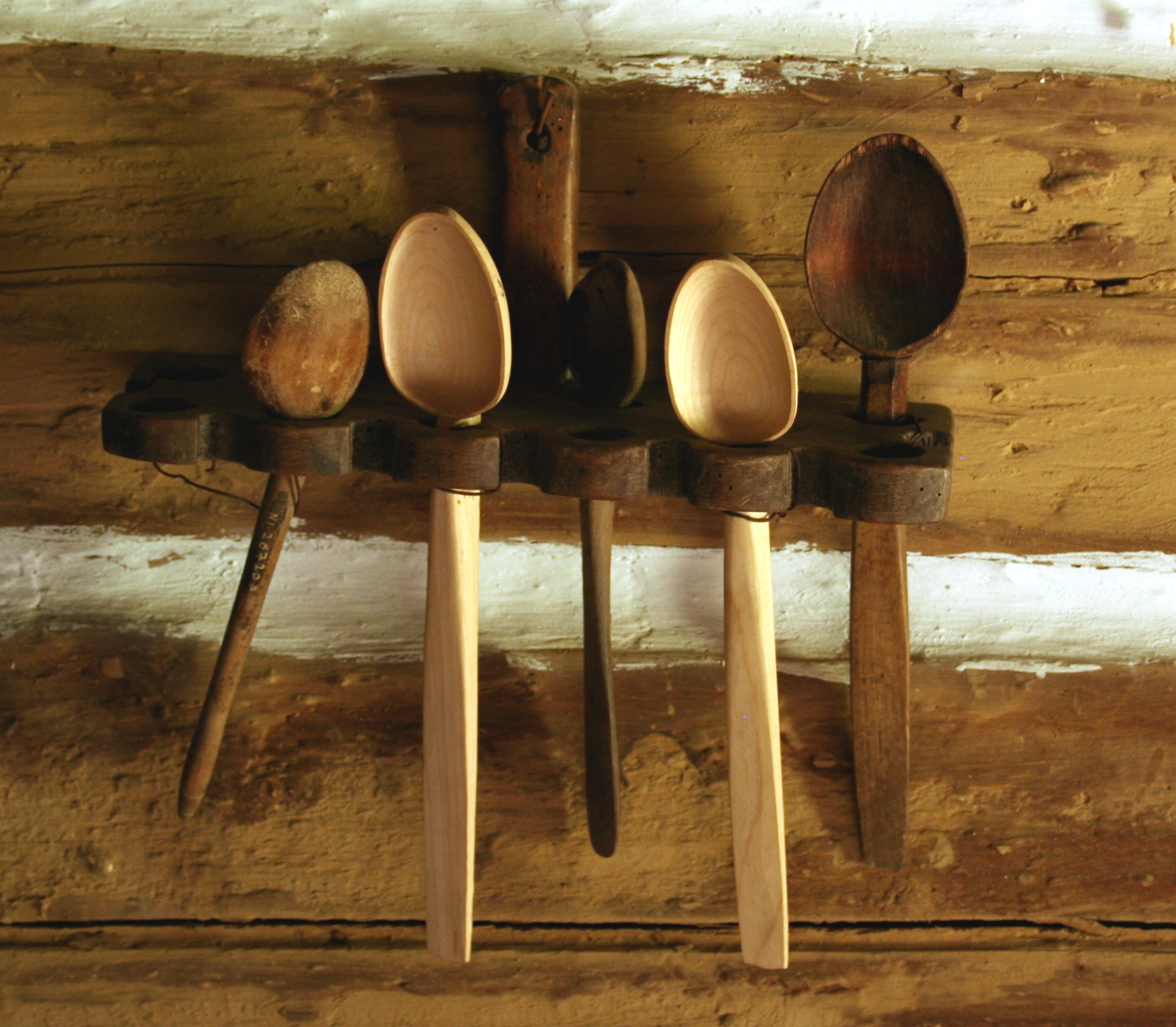
Деревянные ложки

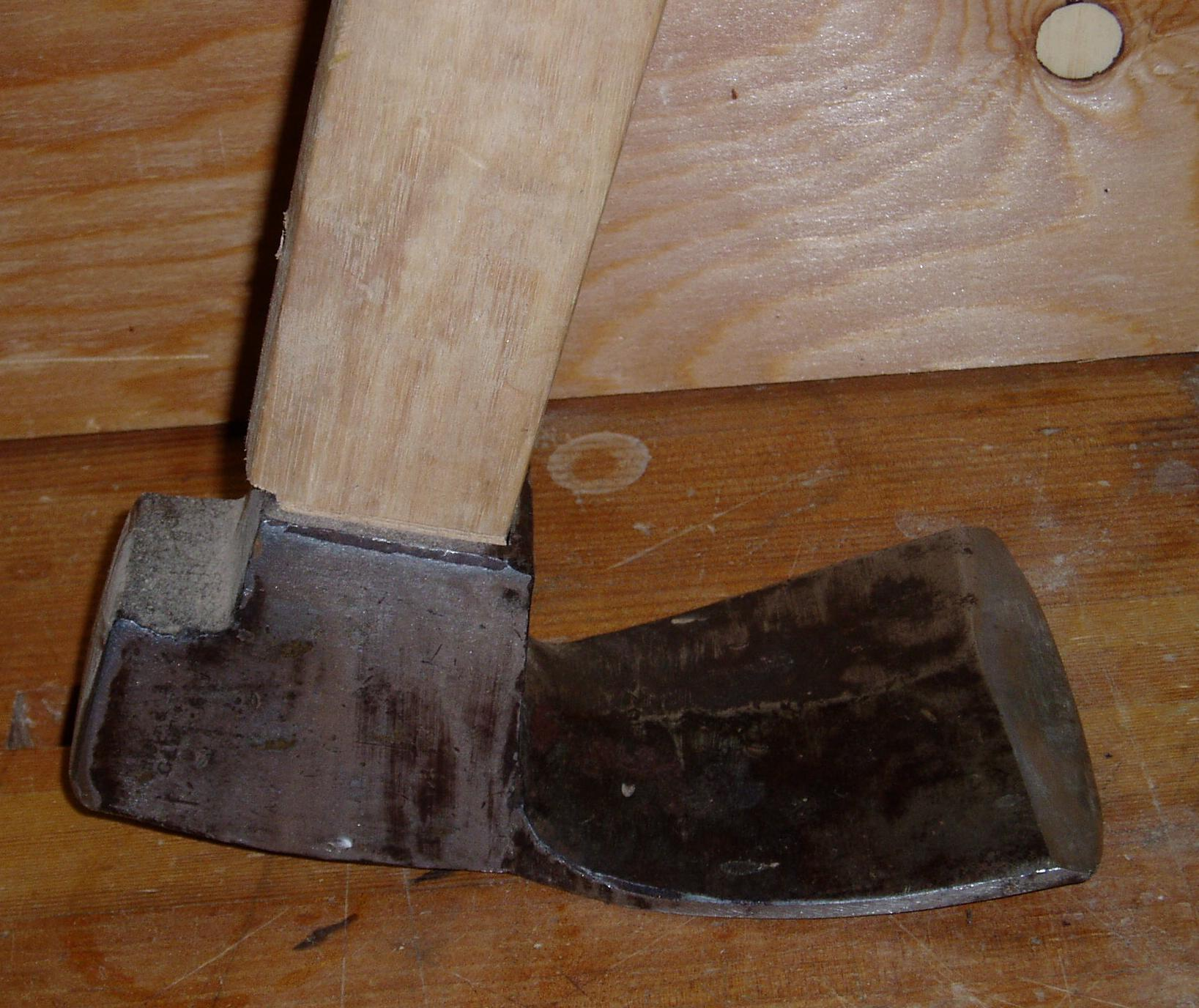
Тесло

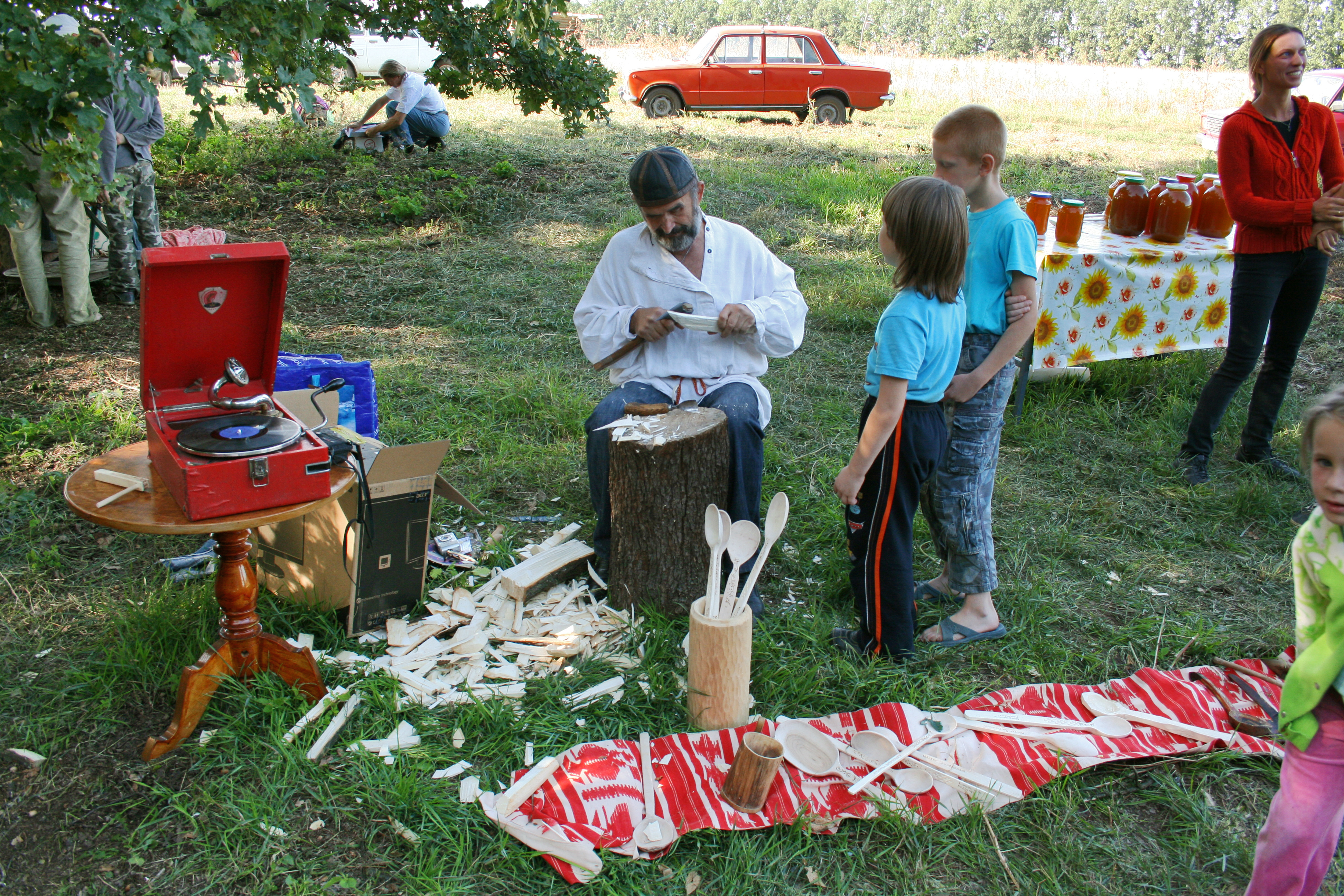
Современный ложкарь

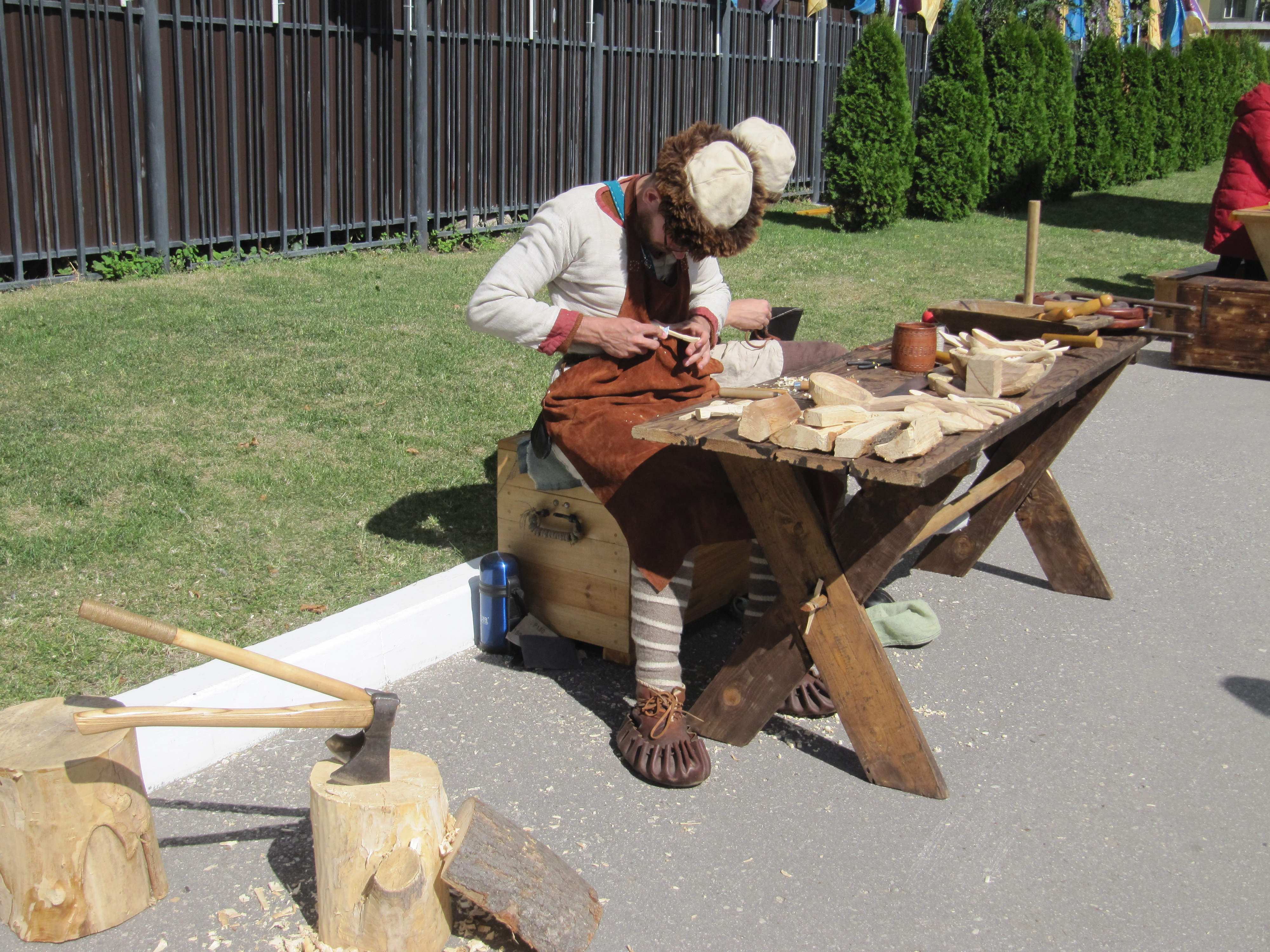
Ложкарь на Фестивале археологии и реконструкции «Укек» (Саратов)

Деревянные ложки в России в XIX в. изготавливались в количестве не менее 150 миллионов штук (на сумму свыше миллиона рублей) преимущественно в губерниях: Нижегородской (Семёновский уезд, где ложкарный промысел — единственный источник пропитания; им занято, в особенности в Хвостиковской, Богоявленской, Чистопольской, Хахальской и Шалбежской волостях, около 7000 душ, и Балахнинский уезд — села Катунки и Пуреха) и, отчасти, Костромской (Макарьевский и Варнавинский уезды) и Вятской. Две трети ложкарей занимаются своим промыслом от Покрова до Пасхи (150 дней), не покидая земледелия. Материалом для ложек служат: осина, берёза, отчасти ольха и рябина и изредка лишь клён и пальма (самшит), а в западных губерниях и на Кавказе — груша; первые четыре приобретаются: [В центре ложкарства — Семёновском уезде — берёза, ольха и рябина из местных лесов, осина привозится из Макарьевского и Варнавинского уездов, клён из Жигулей, около Самары, Калужской и Смоленской губерний (села Рождественское, Воскули и др.), а пальма приобретается готовыми баклушами, весом, на Нижегородской ярмарке.] в виде трёхаршинных плах, не тоньше 2 верш., возами, по 50 штук, и перепиливаются на чурбаки — двойник, тройник и т. д. до десятерика, раскалываемые на 2-10 частей. Дальнейшая обделка сырого материала в ложку распадается на следующие операции:
- 1) приготовление баклуши - обтеска отрубков, причем один конец их делается округлённым (у большинства) или продолговатым (у кленовых и пальмовых «носковых» ложек), другой же срезается, с обеих сторон, наполовину по толщине, что производится 7-10-летними детьми, по 70-100 штук в день;
- 2) «баклуша теслится» [Пальмовые баклуши предварительно варятся в котле, чтобы они «разопрели», то есть сделались мягче; их теслят взрослые по 80-100 штук в день.], то есть долбится теслом — род долота, надетого на ручку, как топор, с полукруглым остриём — для чего она вкладывается «затылком» широкого округлённого конца в углубление стула (отрубка от бревна), натёртое мелом или обклеенное сукном, чтобы баклуша не скользила; теслят 10-15-летние подростки по 100—150 штук в день;
- 3) потом баклуша переходит в руки взрослого рабочего, в основном домохозяина, который обрезывает её со внешней стороны длинным ножом и округляет черенок и шарик на его конце («коковку») и
- 4) резцом вырезывает начисто углубление в овале, сделанное теслом;
- 5) дальнейшая отделка производится домохозяйкой, которая перебирает ложки (около 1000 в день) и ножом соскабливает шероховатость и негладкость на их затылках, и затем
- 6) взрослыми рабочими окончательно исправляются ножом неровности ложки; местами ложки разрисовываются девушками, или же на ложках («хлыстовках») наводятся куриным пером, мумией на квасе, струйки в подражание строению рябинового дерева. Из кубической сажени плах выделывается до 9000 ложек, а из пуда пальмы (самшит) 35-40 штук. Выделанные ложки, по 500 и 1000 штук, укладываются в «дощанки» — корзинки, сплетённые из лучины, и в таком виде идут на рынок. От скупщиков уже поступают к завивальщикам для обтачивания коковок, округления черенков и нарезки рубчиков. В Семёновском уезде этим занимаются исключительно 300 жителей. Опытный мастер «затачивает» в день 600—800 пальмовых и кленовых ложек, 1500 штук ольховых и осиновых и около 3000 берёзовых.

Окончательно отделанная ложка поступает к красильщицам, которые:
- 1) сначала белят ложки, натирая их сухими квасцами с отрубями, и затем покрывают олифой с небольшой примесью скороварки (льняного масла, проваренного с примесью 7 % сурика) или
- 2) прежде всего «левкасят» ложки, натирая их рукой толчёным мелом, смешанным с лучшим сортом пшеничной муки, а потом «баландой» — сырым клейстером из той же муки, смешанным со скороваркой — льняным маслом, смешанным (на ½-1 пд.) с ½ фн. белил, ½ фн. сурика и ¼ фн. умбры. Пальмовые и кленовые ложки вместо левкаса обмакиваются в крушинный отвар. Затем ложки укладываются рядами, по несколько сотен, на лотки и ставятся для просушки на грядки, устроенные в несколько рядов над печью. Натирание ложек, по мере просушки их через 3-4 часа, повторяется три раза: во второй раз — левкасят, а в третий и четвёртый — олифят [Низшие сорта окрашиваются суриком и лазурью.]. После четвёртого натирания ложки помещаются на тех же лотках и ставятся в жарко истопленную печь для «поджарки», или «закаливания», откуда через 10-12 часов вынимаются «зарумяненными» и совершенно готовыми. Главнейшими рынками для продажи ложек скупщикам служ.: село Городец (Нижегородской губернии, Балахнинского уезда), на Волге, Нижний Новгород и Ирбит во время ярмарок. Продажа производится тысячами.

По качествам материала и чистоте отделки в торговле различают три сорта ложкарного товара: лицевой (высший), очень хороший и хороший, а по форме и роду материала — десять видов семёновских ложек:
- 1) складные — наиболее дорогие;
- 2) староверческие — с вырезкой на оконечности черенка-ручки двуперстия;
- 3) детские;
- 4) межеумки;
- 5) носковые — по форме обычно столовые;
- 6) дюжинные, или чайные;
- 8) тонкие, или хлыстовки;
- 9) сибирки, и
- 10) баские.

На костромском рынке встречаются: бутырка — самая крупная ложка, ложка с гранечком — резной ручкой, угластая, или кривая, — с ручкой, изогнутой под углом «для удобства еды» (придумана Красильниковым в Макарьевском уезде), и др. В Новгородской губернии продавал.: носатая, поварёнок (некрашеная) и разливушка (крашеная), меньше предыдущей. Ложка грубой крестьянской работы — лузик (Лодейнопольского уезда Олонецкой губернии).